# Brachycosmiella sogai
Brachycosmiella sogai – gatunek skorka z rodziny skorkowatych i podrodziny Skendylinae. Jedyny z monotypowego rodzaju Brachycosmiella.
Gatunek ten opisany został w 1966 roku przez Alana Brindle’a jako Emboros sogai, na podstawie okazów odłowionych w 1960 roku w dystrykcie Andapa. Epitet gatunkowy nadano na cześć P. Sogi, który odłowił materiał typowy. Do rodzaju Brachycosmiella przeniósł go w 1990 Henrik Steinmann.
Skorek o ciele długości od 8 do 9 mm, ubarwionym błyszcząco czarno z wąsko żółtymi brzegami bocznymi przedplecza i rudymi przysadkami odwłokowymi (szczypcami). Głowa ma małe oczy i wyraźne szwy. Czułki mają pierwszy człon dłuższy niż ich rozstaw, drugi człon kwadratowy, trzeci tak długi jak i piąty i dłuższy od czwartego, a człony od szóstego wzwyż wydłużone i prawie cylindryczne. Kwadratowe przedplecze cechują: wyraźnie wgłębiona pośrodkowa linia podłużna, para płytkich wcisków w pobliżu przedniego brzegu i ostro zakończona listewka przednio-boczna. Pokrywy (tegimny) mają postać szczątkową. Barwa stosunkowo długich i smukłych odnóży jest żółtawa z przyciemnionymi udami. Stopy mają dobrze rozwinięte drugie człony o sercowatym kształcie i długie pazurki. Powierzchnia odwłoka jest prawie pozbawiona punktowania. Ostatni tergit zwęża się ku tyłowi u obu płci. Pygidium samca jest z tyłu zaokrąglone, zaś samicy ukryte. Długie i smukłe szczypce samca mają 3,5 mm długości. U samicy długość smukłych i stykających się ze sobą szczypiec jest taka sama. Narządy rozrodcze samca cechują długie paramery i krótka virga.
Owad endemiczny dla Madagaskaru.